# Emilio Lamarca
Emilio Lamarca (Valparaíso, Chile, 21 de agosto de 1844 - Buenos Aires, Argentina, 5 de julio de 1921) fue un abogado, ingeniero, escritor y docente argentino, defensor de la educación católica en su país, oponiéndose al gobierno de Julio Argentino Roca (PAN).

## Biografía
Hijo de padres argentinos que habían emigrado durante el gobierno de Juan Manuel de Rosas, optó por la ciudadanía argentina. Inició sus estudios en la capital chilena y luego los completo en  Inglaterra. En Alemania se graduó de ingeniero en minas. Regresó a Chile en 1866, trabajando en explotaciones mineras. En 1873, cuando su familia regresó a la Argentina, inició estudios de derecho en la Universidad de Buenos Aires. Se graduó en 1875.
Desempeñó el cargo de subsecretario de relaciones exteriores durante las presidencias de Sarmiento y Avellaneda, acompañó a Carlos Tejedor en la delegación argentina en Río de Janeiro.
Entre 1876 y 1884 estuvo al frente de la cátedra de Economía Política de la Universidad de Buenos Aires, donde orientó sus enseñanzas hacia el terreno social católico.
Escribió El Decálogo y la Economía Política siguiendo las teorías de Le Play. Siendo profesor, fue destituido junto a Estrada por el presidente Roca. Amigo de Pedro Goyena y Achaval Rodríguez luchó junto a ellos contra la candidatura de Roca a la presidencia.
Durante dieciocho años fue primer abogado, segundo director y presidente del directorio del Ferrocarril Buenos Aires al Pacífico. Figuró en la mesa directiva del Primer Congreso Católico Nacional (1884).
Fue colaborador y director del diario La Unión (1882-1886). Fundó la Liga Social Argentina y miembro de numerosas asociaciones católicas.
De 1902 a 1910 participó de la Liga Democrática Cristiana, antecedente de La DC. El Primer Manifiesto de la Liga Democrática Cristiana contiene los principios básicos del socialcristianismo. En los congresos nacionales que organizados por la Liga en 1907 y 1908 figuras como Federico Grote, Gustavo Franceschi, Alejandro Bunge, Santiago Gregorio O'Farrell, Juan Félix Cafferata expusieron notables trabajos y proyectos de legislación social.
Fue consejero de la Universidad Católica de Buenos Aires fundada en 1910 que recién dos años después de su fundación comenzó a funcionar su única Facultad, la de Derecho. Sin embargo, la vida de esta primera Universidad Católica fue efímera: al no obtener el reconocimiento de sus títulos por parte del Estado, cerró sus puertas en 1922. Fueron inútiles todos los esfuerzos empeñados para salvar la crisis abatida entonces sobre la flamante Universidad. El Pbro. Luis Duprat fue designado Rector y el Consejo Superior por su parte, estaba compuesto por los Dres. Joaquín Cullen, Emilio Lamarca y Ángel Pizarro entre otros. El segundo y último Rector –hubo solamente dos- fue Mons. Miguel De Andrea.
Enfermo de diabetes, quedó ciego en 1917. Falleció en Buenos Aires el 5 de julio de 1922.
Calles de la Ciudad Autónoma de Buenos Aires, Bella Vista, Córdoba capital y una estación del Ferrocarril General Roca ubicada en el Partido de Patagones llevan ese nombre en su homenaje. Una escuela en Don Torcuato llevó su nombre desde 1968 a 2000, cuando sus autoridades la renombraron como Colegio de las Américas. 